# ابن مسرة
أبو عبد الله محمد بن مسرّة الجبلي (269 هـ - 319 هـ) مفكر ومتصوف وفيلسوف أندلسي.

## حياته
ولد أبو عبد الله محمد بن عبد الله بن مسرة بن نجيح في 7 شوال 269 هـ لأب كان يعمل بالتجارة. سافر أبوه إلى مكة والبصرة للحج والتجارة، وتأثر بآراء المعتزلة. تعلم محمد علوم الدين والفلسفة على يدي أبيه، كما سمع من ابن وضاح ومحمد بن عبد السلام الخشني. توفي أبوه عام 286 هـ، وقد تشبع ابنه بأفكار المعتزلة. اتخذ ابن مسرة لنفسه معتزلا في جبل قرطبة، وتجمع حوله المريدين. وما لبث أن انتشرت أقوال حول طبيعة تعاليمه، فقيل: أنه كان يلقن تلاميذه بدعة الاعتزال، كما قيل إنه ينشر آراء تقول بوحدة الوجود. مما دعى الفقيه خالد بن أحمد الحباب المالكي إلى شن حملة عنيفة عليه، وألَّف كتابًا في الرد عليه، بل واتُهم ابن مسرة بالزندقة، ففر من قرطبة في أواخر عهد الأمير عبد الله بن محمد، بصحبة تلميذيه ابن المديني وابن صقيل، ونزلوا في مكة على أبي سعيد بن الأعرابي. اشتغل ابن مسرة في رحلته بملاقاة أهل الجدل والكلام والمعتزلة.
عاد ابن مسرة بعدئذ إلى قرطبة، ولزم معتزله وأظهر نسكًا وورعًا، وافتتن به جماعة من أهل الأندلس، ولازموه. كان من بين أبرز طلبته حي بن عبد الملك وخليل بن عبد الملك القرطبي وابن الموروري وأحمد بن فرج بن منتيل بن قيس وغيرهم. نُسب إلى ابن مسرة أنه كان يرفض القدر، ويقول: إن نعيم الجنة والنار لا يتعلقان بالبدن بل بالنفس، وإنه يأخذ بوحدة الوجود، وقوله بحدوث علم الله ومقدرته، وثنائية العلم الإلهي، فهو على مرتبتين: إحداهما العلم بالكليات، وهو علم الغيب، والأخرى علم الشهادة. وقوله بإن العرش يدبر العالم، لأن الله أجلُّ من أن يوصف بفعل شيء، وهي الفكرة التي تتفق مع رأي أرسطو في عدم مباشرة الإله لأي فعل أو تدبير.
قال ابن الفرضي أن ابن مسرة «كان يقول بالاستطاعة ويحرّف التأويل في كثير من القرآن. وكان له لسان يصل به إلى تأليف الكلام وتمويه الألفاظ وإخفاء المعاني.» كما قال عنه الحميدي: «له طريقة في البلاغة وتدقيق في غوامض إشارات الصوفية، وتآليف في المعاني، ونسبت إليه بذلك مقالات نعوذ بالله منها.» وقد رد أبو سعيد بن الأعرابي وأحمد بن محمد بن سالم التستري من أهل المشرق، وأحمد بن خالد الحباب من أهل الأندلس على آرائه. وقد انقسم الناس حوله إلى فرقتين، فرقة تبلغ به مبلغ الإمامة في الزهد والعلم، وفرقة تطعن عليه بالبدع.
لم يبقَ من مؤلفات ابن مسرة إلا رسالتان، الأولى عنوانها «خواص الحروف وحقائقها وأصولها» والثانية «رسالة الاعتبار»، ولهاتين الرسالتين نسخة خطية في مجموعة «تشستربتي» في دبلن، وقد ذكر ابن الأبار القضاعي «رسالة الاعتبار» في كتابه «التكملة لكتاب الصلة» بعنوان «التبصرة». إضافة إلى كتاب آخر لم يعثر عليه عنوانه «توحيد الموقنين» تحدث فيه عن الصفات الإلهية وعلاقتها بالذات.
توفي ابن مسرة في أول شوال 319 هـ. وقد ظلت آراءه وأفكاره باقية ومنتشرة بعد وفاته إلى أن صدر كتاب في 9 ذي الحجة 340 هـ من الخليفة عبد الرحمن الناصر لدين الله بمنع هذا المذهب وتتبع أنصاره، وظلت الدولة تلاحق أتباعه بقية عهد الناصر، وتستتيبتهم وتحرق ما عندهم من كتب.

## وصلات خارجية
- ابن مسرة على موقع الموسوعة البريطانية (الإنجليزية)
- Ibn Masarra, Muhammad ibn 'Abd Allah (883-931)